# أميغا 1000
الحاسوب الشخصي أميغا 1000 (بالإنجليزية: Amiga 1000)، المعروف أيضًا باسم A1000، هو أول حاسوب شخصي أطلقته شركة كومودور إنترناشونال ضمن سلسلة أميغا. جمع هذا الجهاز بين وحدة معالجة مركزية موتورولا 68000 ذات 16/32 بت، والتي كانت قوية وفقًا لمعايير عام 1985، وبين نظام رسومات وصوت يُعد من بين الأكثر تقدمًا في فئته. كان يعمل بنظام تشغيل متعدد المهام استباقي مُخزن في 256 كيلوبايت من ذاكرة القراءة فقط (ROM) ، وتم شحنه بذاكرة وصول عشوائي (RAM) سعة 256 كيلوبايت . كان بالإمكان توسيع الذاكرة الأساسية داخليًا باستخدام وحدة إضافية بسعة 256 كيلوبايت من الشركة المصنعة، ليصل إجمالي ذاكرة الوصول العشوائي إلى 512 كيلوبايت. وباستخدام فتحة التوسيع الخارجية، أمكن زيادة الذاكرة الأساسية لتصل إلى 8.5 ميجابايت .

## تصميم
يتميز جهاز A1000 بعدد من الخصائص التي ميّزته عن نماذج أميغا اللاحقة: فهو النموذج الوحيد الذي يحمل شعار علامة الاختيار الخاص بأميغا (والذي لم يستمر طويلًا) على غلافه. كما يتميز الجزء العلوي من الغلاف بارتفاع طفيف لتوفير مساحة لتخزين لوحة المفاتيح عند عدم استخدامها، وهو ما يُعرف بـ "مرآب لوحة المفاتيح". بالإضافة إلى ذلك، يحمل الجزء الداخلي من العلبة نقوشًا لتوقيعات مصممي أميغا (على غرار حواسيب ماكنتوش)، بما في ذلك توقيع جاي مينر وبصمة مخلب كلبه ميتشي. وقد صُمم الهيكل الخارجي لجهاز A1000 بواسطة هوارد ستولز . وبصفته كبير المصممين الصناعيين في شركة كومودور، كان ستولز المسؤول الأساسي عن الجوانب الميكانيكية والتواصل مع شركة سانيو في اليابان، وهي الشركة المتعاقدة لتصنيع غلاف A1000 [2].
تم تصنيع جهاز أميغا 1000 بنموذجين مختلفين لدعم معايير التلفزيون المختلفة: أحدهما متوافق مع معيار اللجنه الوطنيه لنظام التلفزه والآخر مع معيار خط تناوب المطور . كان نموذج NTSC هو النسخة الأولية التي تم إنتاجها وبيعها في أمريكا الشمالية . أما نموذج خط تناوب المطور اللاحق، فقد تم تصنيعه في ألمانيا وبيعه في الدول التي تستخدم معيار خط تناوب المطور . وتجدر الإشارة إلى أن أنظمة NTSC الأولى كانت تفتقر إلى وضع الفيديو EHB (Extra Half-Brite) الذي أصبح قياسيًا في جميع طرازات أميغا اللاحقة.
نظرًا لأن نظام التشغيل أميغا أو إس (AmigaOS) كان يعاني من العديد من بالأخطاء عند إصدار جهاز A1000، لم يتم تضمين نظام التشغيل في ذاكرة القراءة فقط (ROM) في ذلك الوقت. عوضًا عن ذلك، احتوى جهاز A1000 على لوحة فرعية تضمنت 256 كيلوبايت من ذاكرة الوصول العشوائي (RAM)، والتي أُطلق عليها اسم "مخزن التحكم القابل للكتابة" (Writable Control Store - WCS). كان جوهر نظام التشغيل (المعروف باسم "Kickstart") يُحمّل إلى هذا المخزن من القرص المرن. وبعد التحميل، كانت ذاكرة WCS محمية ضد الكتابة، وبالتالي لم تكن عمليات إعادة تشغيل النظام تتطلب إعادة تحميل WCS. وفي أوروبا، كان يُشار إلى WCS غالبًا باسم WOM (Write Once Memory - ذاكرة الكتابة مرة واحدة)، وهو مصطلح أكثر شيوعًا للدلالة على "ROM" ( ذاكرة القراءة فقط ).

## المعلومات الفنية
تم إصدار نموذج أولي لجهاز أميغا (والذي حمل الاسم الرمزي "Velvet") للمطورين في أوائل عام 1985، وكان مزودًا بذاكرة وصول عشوائي (RAM) سعة 128 كيلوبايت مع إمكانية توسيعها إلى 256 كيلوبايت. لاحقًا، قامت شركة كومودور بزيادة ذاكرة النظام إلى 256 كيلوبايت استجابةً لاعتراضات فريق تطوير أميغا. كما اختلفت أسماء الرقائق المخصصة في هذا النموذج الأولي؛ حيث كان يُطلق على رقائق دينيس (Denise) وباولا (Paula) اسمي دافني (Daphne) وبورشيا (Porcia) على التوالي. كان الغلاف الخارجي لجهاز أميغا في مرحلة ما قبل الإنتاج مطابقًا تقريبًا لإصدار الإنتاج النهائي، وكان الاختلاف الرئيسي هو وجود شعار كومودور منقوشًا في الزاوية العلوية اليسرى. ولم يكن الغلاف يحمل توقيعات المطورين .
يحتوي جهاز أميغا 1000 على وحدة معالجة مركزية موتورولا 68000 تعمل بتردد 7.15909  ميغا هرتز في أنظمة معيار اللجنه الوطنية لنظام التلفزة ، أو 7.09379 ميجاهرتز في أنظمة خط تناوب الطور. ويتم توليد تردد ساعة النظام من تردد إشارة الفيديو، حيث يكون ضعف تردد حامل اللون للفيديو في نظام NTSC، أو 1.6 ضعف تردد حامل اللون في نظام خط تناوب الطور. هذا التصميم يبسط منطق الربط ويسمح لجهاز أميغا 1000 بالعمل باستخدام ببلورةواحدة. وقد صُممت مجموعة الشرائح خصيصًا للتوافق مع إرث ألعاب الفيديو، حيث تقوم بمزامنة الوصول إلى ذاكرة وحدة المعالجة المركزية والوصول المباشر إلى الذاكرة (وصول مباشر للذاكره) لمجموعة الشرائح، مما يضمن عمل الأجهزة في الوقت الفعلي دون تأخيرات ناتجة عن حالات الانتظار.
على الرغم من أن معظم الوحدات بيعت مع شاشة النموذج اللوني أحمر اخضر ازرق تناظرية، فقد احتوى جهاز A1000 أيضًا على منفذ فيديو مركب مدمج، مما أتاح توصيل الحاسوب مباشرة ببعض الشاشات غير القياسية من نوع النموذج اللوني أحمر اخضر ازرق. كما اشتمل جهاز A1000 على منفذ "TV MOD"، والذي يمكن توصيل جهاز تعديل ترددات الراديو (RF modulator) به، مما سمح بالاتصال بأجهزة التلفزيون القديمة التي لم تكن تحتوي على مدخل فيديو مركب.
كان من الممكن استبدال وحدة المعالجة المركزية الأصلية 68000 مباشرة بوحدة معالجة مركزية موتورولا 68010، والتي كانت قادرة على تنفيذ التعليمات بسرعة أكبر قليلًا من 68000، ولكنها قدمت أيضًا درجة طفيفة من عدم توافق البرامج. استخدمت ترقيات وحدات المعالجة المركزية من جهات خارجية، والتي كانت في الغالب تتناسب مع مقبس وحدة المعالجة المركزية، معالجات دقيقة أسرع مثل 68020 أو 68030 وذاكرة مدمجة، بالإضافة إلى توفير دعم لوحدة الفاصلة العائمة (FPU) من طراز 68881 أو 68882. غالبًا ما تضمنت هذه الترقيات خيار الرجوع إلى وضع 68000 لتحقيق توافق كامل. احتوت بعض اللوحات على مقبس لتثبيت وحدة 68000 الأصلية، بينما كانت بطاقات 68030 تأتي عادةً مع وحدة 68000 مدمجة.
أميغا الأصلية 1000 هو النموذج الوحيد الذي يحتوي على 256 كيلو بايت من ذاكرة الوصول العشوائي لشريحة Amiga ، والتي يمكن توسيعها إلى 512 لوحة مفاتيح مع إضافة لوحة فرعية أسفل غطاء في الجزء الأمامي الأوسط من الجهاز.  يمكن أيضًا ترقية ذاكرة الوصول العشوائي (RAM) عبر الترقيات الرسمية والتابعة لجهات خارجية، مع حد أقصى عملي يبلغ حوالي 9 ميجا بايت من "ذاكرة الوصول العشوائي السريعة" بسبب ناقل العناوين المكون من 24 بت في 68000. يمكن الوصول إلى هذه الذاكرة فقط بواسطة وحدة المعالجة المركزية مما يسمح بتنفيذ التعليمات البرمجية بشكل أسرع حيث لا تتم مشاركة دورات DMA مع مجموعة الشرائح.
يعتبر جهاز أميغا 1000 الأصلي النموذج الوحيد الذي يمتلك 256 كيلو بايت من ذاكرة الوصول العشوائي لشريحة أميغا (Amiga Chip RAM)، والتي يمكن زيادتها إلى 512 كيلوبايت عن طريق إضافة لوحة فرعية أسفل غطاء في الجزء الأمامي الأوسط من الجهاز . بالإضافة إلى ذلك، يمكن ترقية ذاكرة الوصول العشوائي (RAM) من خلال ترقيات رسمية وأخرى من جهات خارجية، مع حد عملي أقصى يبلغ حوالي 9 ميجابايت من "ذاكرة الوصول العشوائي السريعة" (Fast RAM)، وذلك بسبب ناقل العناوين ذي 24 بت في معالج 68000. ويمكن الوصول إلى هذه الذاكرة حصريًا بواسطة وحدة المعالجة المركزية، مما يتيح تنفيذ التعليمات البرمجية بسرعة أكبر نظرًا لعدم مشاركة دورات الوصول المباشر إلى الذاكرة (DMA) مع مجموعة الشرائح.
يتميز جهاز Amiga 1000 بمنفذ توسعة مكون من 86 سنًا (مطابق كهربائيًا لمنفذ التوسعة Amiga 500 الأحدث، على الرغم من أن موصل A500 مقلوب). يتم استخدام هذا المنفذ بواسطة التوسعات الخارجية مثل ترقيات الذاكرة ومحولات SCSI . يتم التعامل مع هذه الموارد بواسطة معيار Amiga Autoconfig . تتوفر خيارات توسعة أخرى بما في ذلك موسع الحافلة الذي يوفر فتحتين Zorro-II
يتميز جهاز أميغا 1000 بمنفذ توسعة ذي 86 سنًا، وهو متطابق كهربائيًا مع منفذ توسعة أميغا 500 الأحدث (على الرغم من أن موصل A500 معكوس). يُستخدم هذا المنفذ للتوسعات الخارجية مثل ترقيات الذاكرة ومحولات واجهه النظام الحاسوبي الصغير ، وتتم إدارة هذه الموارد بواسطة معيار Amiga Autoconfig. تتوفر خيارات توسعة أخرى تتضمن موسع ناقل يوفر فتحتين Zorro-II .

### تحديد
| يصف                   | المواصفات |
| --------------------- | --- |
| المعالج               | موتورولا 68000 بسعر 7.16 ميغا هرتز ( NTSC ) أو 7.09 ميجا هرتز ( PAL ) |
| كبش                   | 256 ذاكرة الوصول العشوائي لشريحة Amiga سعة 12 كيلوبايت ؛ قابلة للترقية إلى 512 كيلوبايت حسب الخرطوشة المخصصة؛ الحد الأقصى. ذاكرة وصول عشوائي سريعة سعة 8 ميجابايت مع خرطوشة خارجية |
| ذاكرة للقراءة فقط     | 8 KB Bootstrap ROM. 256 قاعدة بيانات WCS مخصصة لنظام التشغيل (يتم تحميلها من القرص المرن Kickstart عند تشغيل الطاقة) |
| مجموعة الشرائح        | مجموعة الشرائح الأصلية (OCS) |

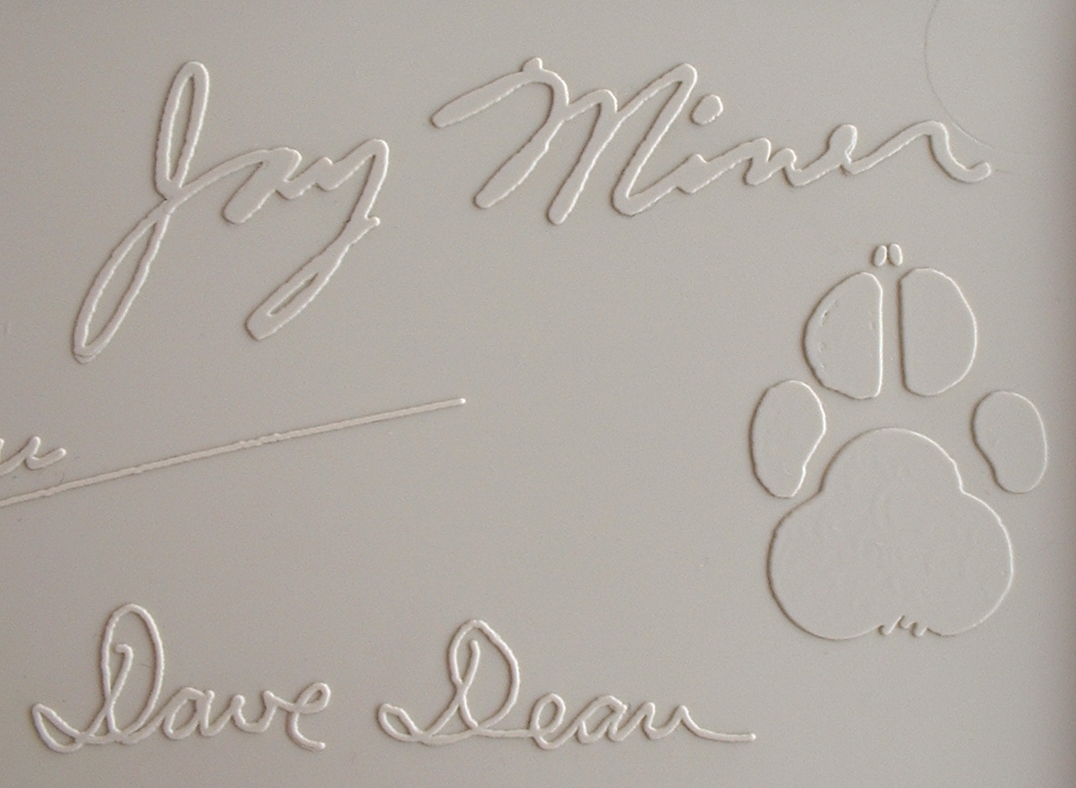
توقيع جاي مينر من الغلاف العلوي لجهاز Commodore Amiga 1000 جهاز كمبيوتر. بصمة المخلب هي بصمة ميتشي، كلب ماينر.

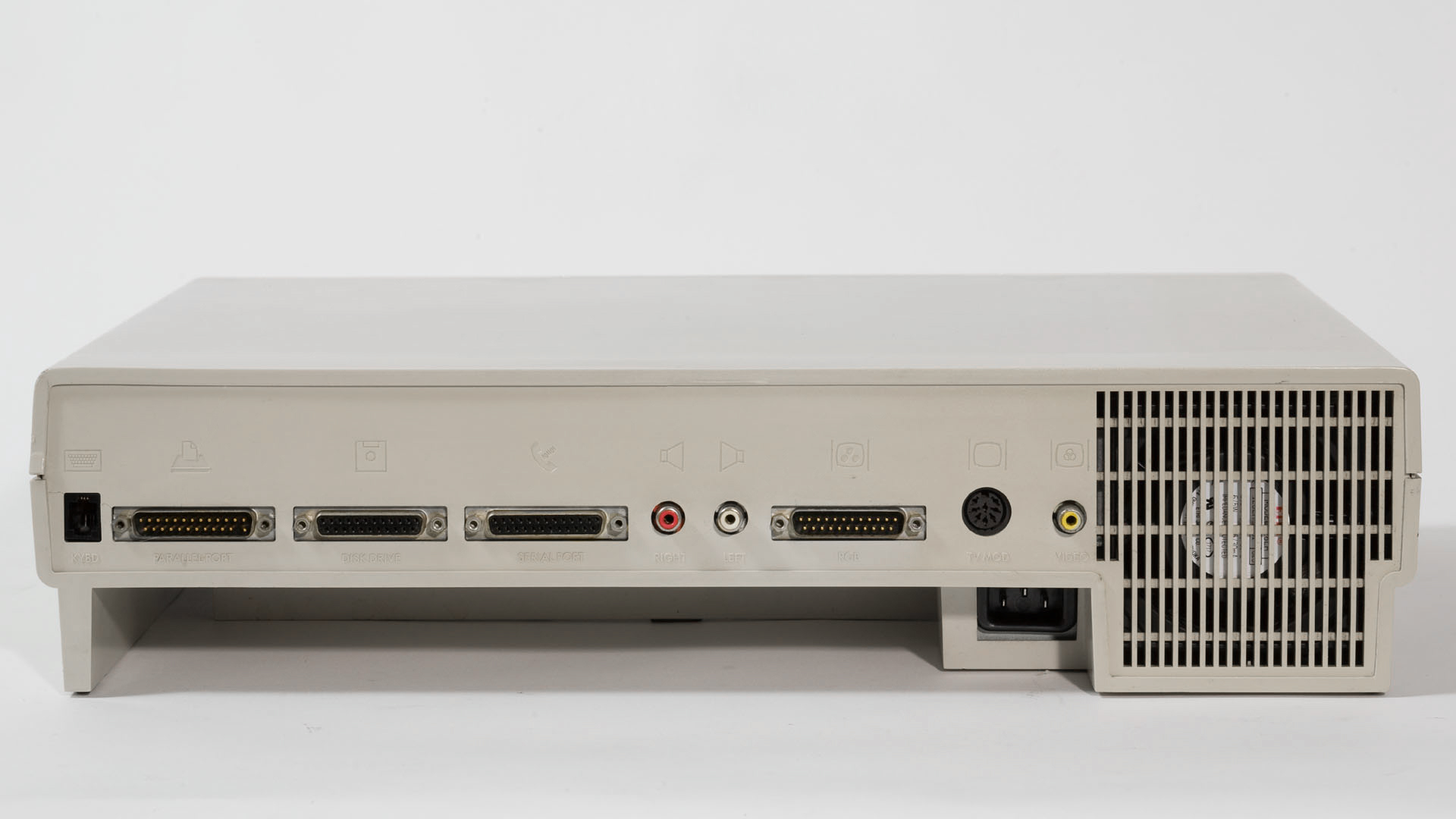
منظر خلفي للطائرة A1000

| فيديو                 | لوحة ألوان 12 بت (4096 الألوان). أوضاع رسومية تصل إلى 32 و64 (وضع EHB ؛ لا تحتوي طرازات NTSC المبكرة على وضع EHB) أو 4096 (وضع HAM ) ألوانًا على الشاشة: - 320×200 إلى 320×400 ( NTSC) - 320×256 إلى 320×512i (PAL) أوضاع رسومية مع ما يصل إلى 16 لونًا على الشاشة: - 640×200 إلى 640×400i (NTSC) - 640×256 إلى 640×512i (PAL) |
| صوتي                  | 4 قنوات PCM 8 بت (قناتان استريو )؛ 28 معدل أخذ العينات DMA الأقصى كيلوهرتز؛ 70 نسبة الإشارة إلى الضوضاء ديسيبل |
| تخزين قابل للإزالة    | محرك الأقراص المرنة DD مقاس 3.5 بوصة (880 سعة كيلوبايت) |
| مخرج الصوت والفيديو   | مخرج فيديو RGB تناظري ( DB-23M )؛ مخرج صوت/فيديو TV MOD (لتوصيل تلفزيون Amiga RF modulator)؛ مخرج فيديو مركب ( RCA )؛ مخرج صوت (2× RCA) |
| منافذ الإدخال/الإخراج | منفذ لوحة المفاتيح ( RJ10 )؛ 2 منفذ ماوس/لوحة ألعاب ( DE9 )؛ منفذ تسلسلي RS-232 (DB-25F)؛ منفذ موازٍ على طراز Centronics (DB-25M)؛ منفذ محرك الأقراص المرنة (DB-23F) |
| فتحات التوسعة         | منفذ توسعة 86 سنًا |
| نظام التشغيل          | AmigaOS 1 (Kickstart 1.0/1.1/1.2/1.3 و Workbench 1.0/1.1/1.2/1.3) |

## بيع بالتجزئة
تم تقديم جهاز أميغا 1000 في 23 يوليو 1985 خلال حفل موسيقي حضره نجوم مثل آندي وارهول وديبي هاري، وأقيم في مسرح فيفيان بومونت بمركز لينكولن في مدينة نيويورك. وبدأ شحن الأجهزة في سبتمبر بتكوين أساسي يضم 256 كيلوبايت من ذاكرة الوصول العشوائي (RAM) بسعر تجزئة قدره 1,295 دولارًا أمريكيًا. وكانت شاشة RGB تناظرية بحجم 13 بوصة (330 ملم) متاحة بسعر إضافي حوالي 300 دولار أمريكي، مما رفع سعر نظام أميغا الكامل إلى 1,595 دولارًا أمريكيًا (ما يعادل 3,838 دولارًا أمريكيًا في عام 2023). وقبل إصدار طرازي أميغا 500 وأميغا 2000 في عام 1987، تم تسويق جهاز A1000 ببساطة تحت اسم أميغا، على الرغم من أن رقم الطراز كان موجودًا منذ البداية، كما هو مذكور على الصندوق الأصلي .
في الولايات المتحدة، تم تسويق جهاز A1000 تحت اسم The Amiga from Commodore، حيث تم حذف شعار كومودور من غلاف الجهاز. بينما تم الاحتفاظ بعلامة كومودور التجارية للإصدارات التي تم تسويقها دوليًا.
بالإضافة إلى ذلك، تم بيع جهاز أميغا 1000 حصريًا في متاجر الكمبيوتر المتخصصة في الولايات المتحدة، على عكس المتاجر العامة غير المتخصصة في أجهزة الكمبيوتر ومتاجر الألعاب التي تم من خلالها بيع جهازي VIC-20 وكومودور 64. وقد اتُخذت هذه الإجراءات في محاولة لتجنب الصورة النمطية لشركة كومودور كشركة "متجر ألعاب" والتي ترسخت خلال فترة رئاسة جاك ترامييل 
بالإضافة إلى نظام التشغيل، تم تزويد الجهاز بإصدار من لغة البرمجة AmigaBASIC التي طورتها شركة مايكروسوفت، ومكتبة لتوليف الكلام قامت بتطويرها شركة Softvoice, Inc.

## ترقيات ما بعد البيع
بالفعل، ظل العديد من مالكي جهاز A1000 مرتبطين بأجهزتهم لفترة طويلة بعد أن أصبحت النماذج الأحدث متقدمة عليها تقنيًا، وقد شهد سوق ما بعد البيع العديد من الترقيات لهذا الجهاز. فقد عملت العديد من ترقيات وحدات المعالجة المركزية التي كانت تُوصل بمقبس موتورولا 68000 الموجود في A1000. بالإضافة إلى ذلك، سمح خط إنتاج يُعرف باسم سلسلة Rejuvenator باستخدام شرائح أحدث في جهاز A1000. كما ظهرت لوحة أم بديلة لجهاز A1000 صُممت في أستراليا وأُطلق عليها اسم The Phoenix، وقد استخدمت نفس مجموعة الشرائح الموجودة في جهاز A3000 وأضافت منفذ فيديو متوافقًا مع جهاز A2000 ووحدة تحكم واجهه النظام الحاسوبي المصغر مدمجة.

## الاستقبال والتأثير
في استعراض أولي للمنتج، أعربت مجلة بايت (BYTE) عن إعجابها بقدرات الحاسوب المتعددة المهام وجودة أنظمة الرسومات والصوت فيه. كما أشادت بمكتبة تحويل النص إلى كلام المدمجة لإخراج الصوت، وتوقعت أن يحقق جهاز أميغا نجاحًا كبيرًا لدرجة التأثير على صناعة الحواسيب الشخصية .:100
عند إطلاقه، استُقبل جهاز أميغا 1000 بمراجعات إيجابية أشادت به كحاسوب شخصي متعدد الأغراض وبسعر مقبول، مما أثار توقعات بإمكانية تجاوزه للتصنيفات التقليدية التي قسمت سوق الحواسيب الصغيرة آنذاك. وقد أشارت التقييمات إلى تفوقه على معظم المنافسين وقدرته على منافسة أجهزة ألعاب الآركيد، بالإضافة إلى تقديمه صوتًا مُعيَّنًا متطورًا، الأمر الذي جعله خيارًا جذابًا للمكاتب واللاعبين والفنانين الرقميين على حد سواء.  أشادت مجلة Computer Gaming World بتعدد استخدامات الجهاز دون أي عيوب واضحة في الأجهزة وأكدت أنه مثالي لمصممي الألعاب الذين يطالبون بقيود نظام أقل.  لم تُوجِّه مجلة Creative Computing سوى انتقادات طفيفة لما وصفته بـ"جهاز الأحلام". وُجِّهت هذه الانتقادات إلى جودة هيكل الجهاز، وبطء محركات الأقراص أثناء عمليات معينة، وعدم وجود أمر AUTOEXEC في نظام AmigaDOS، مع أن نائب رئيس التسويق في شركة Commodore، كلايف سميث، أكَّد للمجلة أن وحدات الإنتاج اللاحقة ستُعالج معظم شكواها.  بعد أشهر من إطلاق جهاز Amiga 1000، قدم موقع InfoWorld مراجعة مختلطة. أشادت الشركة بـ Intuition وإمكانية تخصيص Workbench،بيد أن المجلة ذاتها أبدت تحفظات بشأن بعض عيوب نظام التشغيل، مثل مشكلات تجاوز الذاكرة وظاهرة وميض الشاشة عند عرض الخطوط الفردية نتيجة لتداخلها في وضع الدقة العالية. كما انتقدت محدودية مكتبة البرامج المتاحة، معتبرةً أنها تعيق استغلال الإمكانات الكاملة للجهاز في مجال النشر.. 
في عام 1994، بالتزامن مع إعلان شركة كومودور إفلاسها، وصفت مجلة بايت جهاز أميغا 1000 بأنه "أول جهاز كمبيوتر متعدد الوسائط ... متقدم جدًا عن عصره لدرجة أن لا أحد تقريبًا - بما في ذلك قسم التسويق في Commodore - يستطيع التعبير بشكل كامل عن ماهيته".في عام 1994، بالتزامن مع إعلان شركة كومودور إفلاسها، وصفت مجلة بايت جهاز أميغا 1000 بأنه "أول حاسوب الوسائط المتعددة ... كان متقدمًا على عصره لدرجة أن قلة قليلة - بما في ذلك قسم التسويق في كومودور نفسه - استطاعت أن تعبر بشكل كامل عن ماهيته".  في عام 2006، صنفت مجلة PC World جهاز Amiga 1000 باعتباره سابع أعظم جهاز كمبيوتر على الإطلاق.  في عام 2007، تم تصنيفه من قبل نفس المجلة باعتباره أفضل منتج تقني في المرتبة 37 على الإطلاق.  وفي ذلك العام أيضًا، صنفته شركة IDG Sweden في المرتبة العاشرة كأفضل جهاز كمبيوتر على الإطلاق. 

## جو بيلو
في سياق تطوير جهاز أميغا الأولي وعرضه في معرض الإلكترونيات الاستهلاكية (CES) في يناير 1984، نشأت قصة طريفة تتعلق بتذكرة طيران إضافية. نظرًا لحساسية النموذج الأولي لجهاز أميغا، والذي كان يحمل الاسم الرمزي "لورين"، تقرر شراء مقعد طائرة إضافي لنقله بأمان. عندما طلبت شركة الطيران اسمًا لحجز التذكرة، ابتكر فريق المهندسين اسمًا مستعارًا وهو "جو بيلو" (Joe Pillow).
مدد جو بيلو خمسة عشر دقيقة من شهرته عندما ذهب جهاز Amiga إلى مرحلة الإنتاج. قام جميع أعضاء فريق أميغا الثلاثة والخمسين الذين عملوا على المشروع بالتوقيع على قضية أميغا. وشمل ذلك جو بيلو وكلب جاي ماينر ميتشي حيث حصل كل منهما على فرصة "التوقيع" على القضية بطريقته الفريدة
حظي "جو بيلو" بلحظة شهرة إضافية استمرت خمس عشرة دقيقة عندما وصل جهاز أميغا إلى مرحلة الإنتاج. قام جميع أعضاء فريق أميغا البالغ عددهم ثلاثة وخمسين شخصًا والذين عملوا على المشروع بالتوقيع على العلبة الداخلية لجهاز أميغا. وشمل ذلك "جو بيلو" (كتكريم رمزي) وكلب جاي مينر، ميتشي، حيث أُتيحت لكل منهما فرصة "التوقيع" على العلبة بطريقته الخاصة.. 

## روابط خارجية
- جهاز Commodore Amiga A1000 في OLD- COMPUTERS.COM
- من هو جو بيلو؟